# Merry-sur-Yonne
Merry-sur-Yonne es una localidad y comuna francesa situada en la región de Borgoña, departamento de Yonne, en el distrito de Auxerre y cantón de Coulanges-sur-Yonne.

## Demografía
| 579 | 524 | 483 | 553 | 601 | 557 | 600 | 636 | 645 | 643 | 652 | 593 | 562 | 524 | 501 | 471 | 420 | 412 | 432 | 379 | 294 | 333 | 290 | 293 | 266 | 260 | 246 | 227 | 210 | 227 | 211 | 181 | 216 |
| Para los censos de 1962 a 1999 la población legal corresponde a la población sin duplicidades (Fuente: INSEE [Consultar]) |     |     |     |     |     |     |     |     |     |     |     |     |     |     |     |     |     |     |     |     |     |     |     |     |     |     |     |     |     |     |     |     |